# Relativity Records
Relativity Records est un label discographique américain, anciennement basé à New York, dans l'État de New York, actif entre 1982 et 1999.

## Histoire
Bien qu'il ait été créé en 1985, il semble que le label Relativity Records ait vu le jour au printemps 1982 en tant que label interne de la société Important Record Distributors du fondateur Barry Korbin.
Dans les années 1980, Relativity Records se concentre principalement sur la musique rock, y compris le heavy metal et le punk rock. Les sorties dans ce genre sont réparties entre Relativity et ses labels frères Combat et In-Effect Records. Après la récession de 1990, ces labels sont rattachés au label principal Relativity. Plus tard dans l'année, Relativity signe un contrat de distribution avec Violator Records de Chris Lighty, qui comptait Chi-Ali, Fat Joe et les Beatnuts parmi ses signataires. Ensuite, Sony Music Entertainment acquiert une participation de 50 % dans la société. Vers 1992, le label subit une restructuration. Important Record Distributors, ancien magasin de disques vinyles et société de distribution de Relativity, est rebaptisé Relativity Entertainment Distribution. À partir de juin 1994, la production et la distribution du label Relativity au Canada, en Europe et en Australie sont assurées par Epic Records de Sony et au Japon par Sony Music Japan. En 1995, la société de distribution est abrégée en RED Distribution. Entre-temps, Relativity conclut des accords de partenariat limité avec deux labels de hip-hop indépendants régionaux, Suave Records et Ruthless Records, en 1993.
En 1996, Relativity Urban Assault, une compilation composée de chansons de hip-hop et RnB de l'équipe urban du label, est sortie en même temps que Family Scriptures de Mo Thugs. En 1997, la domination de Relativity en tant que label indépendant commence à se détériorer malgré la baisse des ventes de disques, des revenus et de l'emploi. Il coupe les liens avec la marque Violator de Lighty, met fin à ses contrats avec Chi-Ali et Fat Joe, mais conserve les Beatnuts au sein du label. Cette année-là, les Beatnuts, Bone Thugs-N-Harmony et Three 6 Mafia parviennent à sauver Relativity de l'inactivité avec la sortie de Stone Crazy, du numéro un Art of War et de Chapter 2 : World Domination, respectivement. Cependant, Common, le rappeur de Chicago, qui avait déjà fait partie du label pour Can I Borrow a Dollar ? en 1992 et Resurrection en 1994, est retiré de Relativity en raison du manque de promotion de son troisième album, One Day It'll All Make Sense (1997).
La marque Relativity est rachetée par Sony Music (connu à l'époque sous le nom de Sony BMG) en 2007. Les rééditions de Relativity seront distribuées par Sony au lieu de RED, qui fusionne en 2017 avec The Orchard. Dans le même temps, les sorties après Relativity sous la bannière RED Distribution seront gérées par The Orchard.

## Groupes et artistes
Il a signé de nombreux groupes et artistes, tels que Death, Exodus, Megadeth, Circle Jerks, Joe Satriani, Sick of It All, The Brandos, Steve Vai, Stuart Hamm, et Robyn Hitchcock.